# Klaus: Poștașul și păpușarul
Klaus: Poștașul și păpușarul (engleză Klaus) este un film animat de comedie de Crăciun din 2019, scris și regizat de Sergio Pablos (în debutul său regizoral), produs de compania sa, Sergio Pablos Animation Studios (cunoscută și sub numele de SPA Studios), cu sprijin de la Aniventure și distribuit de către Netflix ca primul său film original de desene animate. Scris împreună cu Zach Lewis și Jim Mahoney, filmul prezintă vocile lui Jason Schwartzman, J. K. Simmons, Rashida Jones, Will Sasso, Neda Margrethe Labba, Sergio Pablos, Norm MacDonald și Joan Cusack. Oferind o poveste alternativă a originii lui Moș Crăciun, într-un cadru fictiv în secolul al XIX-lea, intriga se învârte în jurul unui poștaș staționat într-un oraș insulă la Nord, care se împrietenește cu un creator de jucării izolat (Klaus).
Klaus a fost lansat pe 8 noiembrie 2019 și a primit recenzii pozitive din partea publicului, care a apreciat animația inovatoare, povestea emoționantă și interpretarea vocală.

## Context
Pablos a declarat că Smeerensburg este o greșeală de scriere deliberată a Smeerenburg, o fostă stație olandeză și daneză de vânătoare de balene în arhipelagul Svalbard din Oceanul Arctic.

## Distribuție
- Jason Schwartzman ca Jesper Johansson, un poștaș care se împrietenește cu Klaus și ajută la organizarea unui Crăciun frumos în Smeerensburg, în timp ce învață să nu mai fie egoist.
- J. K. Simmons ca Klaus (Moș Crăciun), un pădurar singuratic care face jucării.
  - Simmons îl joacă și pe Drill Sarge, șeful adjunct al departamentul poștal al familiei Johansson.
- Rashida Jones ca Alva, o profesoară devenită negustor de pește și interesul amoros al lui Jesper.
- Will Sasso ca Domnul Ellingboe, patriarhul familiei care continuă un conflict vechi al familiei sale cu familia Krum.
- Neda Margrethe Labba ca Márgu, o fetiță Saami care se împrietenește cu Jesper.
- Sergio Pablos ca:
  - Magdolane, fiica Domnului Ellingboe, care poate rosti doar „al meu”.
  - Olaf, fiul Doamnei Krum care face doar sunete.
- Norm Macdonald ca Mogens, un barcagiu sarcastic și răutăcios care locuiește în Smeerensburg.
- Joan Cusack ca Doamna Krum, matriarha familiei care continuă un conflict vechi al familiei sale cu familia Ellingboe.
- Reiulf Aleksandersen și Sara Margrethe Oksal ca vocile adulților Saami.

Voci suplimentare pentru copii sunt înregistrate de Evan Agos, Sky Alexis, Jaeden Bettencourt, Teddy Blum, Mila Brener, Sydney Brower, Finn Carr, Kendall Joy Hall, Hayley Hermida, Lexie Holland, Brooke Huckeba, Matthew McCann, Tucker Meek, Leo Miller, Joaquin Obradors, Victor Pablos, Lucian Perez, Bailey Rae Fenderson, Maximus Riegel, Emma Shannon, Ayden Soria, Sunday Sturz, Hudson West, Gordon Wilcox, Emma Yarovinskiy și Julian Zane.
Voci suplimentare pentru adulți sunt înregistrate de Brad Abrell, Catherine Cavadini, Bill Chott, Daniel Crook, Brian Finney, Stephen Hughes, Neil Kaplan, Sam McMurray, Amanda Philipson, Alyson Reed, Dee Dee Rescher, Dwight Schultz, Lloyd Sherr, Helen Slayton-Hughes și Travis Willingham.

## Producție
Filmul este dedicat animatoarei Mary Lescher, care a murit pe 2 iunie 2019 de cancer. Ea a lucrat la Klaus, precum și la alte filme animate, precum Frumoasa și Bestia și Regele Leu.

## Lansare
Klaus a fost lansat teatral în anumite cinematografe pe 8 noiembrie 2019, iar ulterior a fost lansat în format digital prin intermediul Netflix pe 15 noiembrie. Acesta este primul film original de animație care a apărut pe Netflix.

## Coloana sonoră
Melodiile „Invisibile” de Zara Larsson și „How You Like Me Now?” de Heavy sunt incluse în film. Piesa „High Hopes” de Panic! at the Disco este inclusă în trailer.